# عملیات جشن برداشت
عملیات جشن برداشت (به آلمانی: Aktion Erntefest) به کشتار بیش از ۴۳٬۰۰۰ یهودی در اردوگاه‌های کار اجباری مایدانک، پونیاتووا و تراونیکی توسط اس‌اس، گردان‌های پلیس انتظامی، و زوندردینست‌های اوکراینی در سوم و چهارم نوامبر ۱۹۴۳ گفته می‌شود.
پس از یک سلسله خیزش در گتوها و اردوگاه‌های مرگ در لهستان، هاینریش هیملر دستور به کشتار کارگران اجباری یهودی باقی‌مانده در منطقه لوبلین در دولت عمومی لهستان اشغالی را داد. کارگران یهودی در اردوگاه‌ها در لوای کمک به محافظت هوایی مجبور به حفر کردن خندق‌هایی زیگ‌زاگ‌شکل در اواخر اکتبر شدند. در ۲ نوامبر هزاران افسر اس‌اس و پلیس نظامی وارد لوبلین شدند. در همان روز رهبر اس‌اس و پلیس، یاکوب اشپورنبرگ، که مسئولیت عملیات را بر عهده داشت جلسه ای برای برنامه‌ریزی کشتار ترتیب داد. 
کشتارها در صبح ۳ نوامبر در مایدانک که در آن یهودیان از غیریهودیان جدا شده بودند آغاز شدند. تا عصر آن روز، در کل ۱۸٬۴۰۰ تن با شلیک گلوله به قتل رسیدند. در همان روز نیز، ۶٬۰۰۰ تن دیگر، از جمله عده ای از دوروخوچا، در تراونیکی کشته شدند. پس از پایان عملیات در مایدانک، چندین گردان از عاملان کشتار به پونیاتوا فرستاده شدند و در ۴ نوامبر ۱۴٬۵۰۰ زندانی آن اردوگاه را به قتل رساندند. در هر سه اردوگاه، یهودیان ناچار به درآوردن کامل لباس خود و رفتن به درون خندق‌هایی که پیشتر خود حفر کرده بودند شدند. ایشان سپس در همین خندق‌ها مورد هدف گلوله قرار گرفتند. در هنگام کشتار، موسیقی با صدای بلند پخش می‌شد تا صدای شلیک گلوله‌ها را پنهان کند.
پس از عملیات، حدود ۱۰,۰۰۰ یهودی در اردوگاه‌های کار اجباری مختلف در منطقه لوبلین زنده ماندند. اجساد قربانیان توسط یهودیان دیگر، که به‌طور موقت از مرگ نجات یافته بودند، سوزانده شدند. با بیش از ۴۰,۰۰۰ قربانی، عملیات جشن برداشت بزرگترین کشتار یهودیان توسط نیروهای آلمانی در طول هولوکاست بود.

## پیش‌زمینه
در سال ۱۹۴۲، ۳۶۰,۰۰۰ یهودی که در منطقه لوبلین دولت عمومی لهستان تحت اشغال آلمان زندگی می‌کردند، در جریان عملیات راینهارت به قتل رسیدند. تا پایان سال، تنها ۲۰,۰۰۰ یهودی در اردوگاه‌ها و گتوهای آلمانی زندگی می‌کردند و نه بیشتر از ۲۰,۰۰۰ نفر دیگر در حال پنهان شدن بودند.

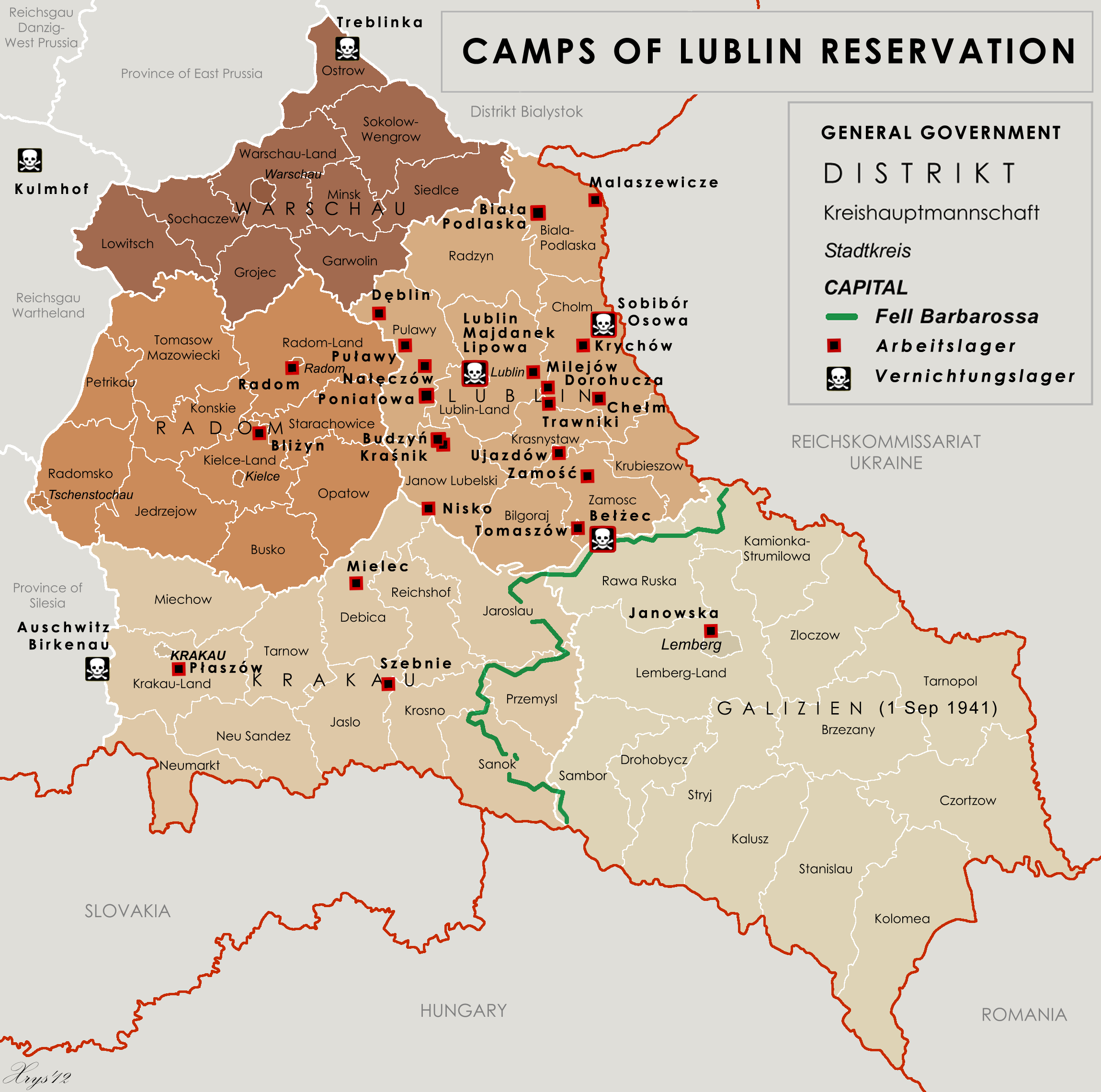
اردوگاه‌های کار اجباری در دولت عمومی؛ آنهایی که تحت تأثیر عملیات جشن برداشت قرار گرفتند در سمت بالا راست هستند.

از ژانویه ۱۹۴۳، یهودیان یک سری خیزشها را در فرمانداری کل آغاز کردند، از جمله در گتوی ورشو، گتوی بیاویستوک و اردوگاه مرگ تربلینکا، در حالی که فعالیت‌های پارتیزانی ضد نازی در سراسر منطقه در حال افزایش بود. اگرچه دلیل فوری برای صدور دستور جشن برداشت ناشناخته است، مورخان معتقدند که این در پاسخ به خیزش در اردوگاه مرگ سوبیبور در ۱۴ اکتبر ۱۹۴۳ بود. هزاران نفر از زندانیان یهودی در اردوگاه‌های منطقه لوبلین پس از شکست خیزش در گتوی ورشو به آنجا منتقل شده بودند.
برای جلوگیری از مقاومت بیشتر، هاینریش هیملر تصمیم گرفت زندانیان یهودی در اردوگاه‌های لوبلین را در یک ضربه قاطع با استفاده از نیروی نظامی قاطع نابود کند. هیملر به فریدریش کروگر، رهبر عالی اس‌اس و پلیس در دولت عمومی، دستور داد تا عملیات قتل عام را انجام دهد؛ کروگر آن را به رهبر اس‌اس و پلیس یاکوب اسپورنبرگ واگذار کرد. به زندانیان یهودی دستور داده شد که در امتداد محیط اردوگاه‌های مایدانک، پونیاتووا و تراونیکی خندق‌های زیگزاگ حفر کنند. در مایدانک، خندق‌ها توسط تیمی از ۳۰۰ زندانی که در سه شیفت در میدان ۵، جنوب کوره جسدسوزی کار می‌کردند، حفر شدند و اندازه آن‌ها حدود ۱۰۰ متر طول،  ۲ تا ۳ متر عمق و  ۱.۵ تا ۳ متر عرض داشت. اگرچه خندق‌ها به‌طور ظاهری برای دفاع در برابر حملات هوایی بودند و شکل زیگزاگ آن‌ها به این دروغ کمی اعتبار می‌بخشید، زندانیان به هدف واقعی آن‌ها پی بردند.
در ۲ نوامبر، ۲,۰۰۰ تا ۳,۰۰۰ نفر از پرسنل اس‌اس و پلیس به لوبلین رسیدند: وافن-اس‌اس از مناطقی به دوری کراکوف، هنگ پلیس ۲۲، هنگ پلیس ۲۵ (شامل گردان ذخیره پلیس ۱۰۱) و پلیس امنیتی لوبلین. آن شب، اسپورنبرگ جلسه‌ای بین کارکنان خود، فرماندهان مایدانک، تراونیکی و پونیاتووا، فرمانده پلیس امنیتی محلی و فرماندهان واحدهای مختلف برگزار کرد. عملیات قتل، که قرار بود در سپیده‌دم روز بعد آغاز شود، به عنوان یک عملیات نظامی با نام رمز «جشن برداشت» برنامه‌ریزی شده بود. دو بلندگو، نصب شده بر روی خودروهای پلیس، در مایدانک قرار داده شدند، یکی نزدیک خندق‌ها و دیگری در ورودی اردوگاه. رهبری اردوگاه لیپووا ۷ در لوبلین، که زندانیان جنگی یهودی را در خود جای داده بود، از هیملر پرسید که آیا باید با اجازه دادن به اعدام زندانیان کنوانسیون ژنو را نقض کنند. دستیار هیملر، ورنر گروتمان، پاسخ داد که «همه یهودیان بدون استثنا مشمول تصفیه هستند».

## کشتارها

### مایدانک
در ساعت ۵:۰۰ صبح روز ۳ نوامبر ۱۹۴۳، زندانیان در مایدانک طبق معمول در تاریکی بیدار شدند، اما اردوگاه در طول شب توسط ۵۰۰ سرباز اضافی محاصره شده بود. ۳۵۰۰ تا ۴۰۰۰ زندانی یهودی در میان زندانیان غیر یهودی زندگی می‌کردند. پس از فراخوان صبحگاهی، گروه‌ها جدا شدند و یهودیان به اردوگاه ۵ هدایت شدند، در حالی که زندانیان غیر یهودی در اردوگاه ۵ به اردوگاه ۴ منتقل شدند. حصار سیم خاردار به گونه‌ای جابجا شد که منطقه اعدام را در داخل محاصره قرار دهد. زندانیان مجبور شدند لباس‌های خود را درآورند و به گروه‌های صد نفری به سه خندق در میدان پشت اردوگاه رانده شدند. در ابتدای یک رمپ که به خندق‌ها منتهی می‌شد، یهودیان به گروه‌های ده نفری تقسیم شده و به سمت خندق‌ها هدایت شدند. جوخه‌های اعدام متشکل از ۱۰ تا ۱۲ نفر از گردان‌های پلیس و لشکر پنجم زرهی اس‌اس ویکینگ منتظر بودند و هر چند ساعت یکبار تعویض می‌شدند. زندانیان مجبور شدند در خندق‌ها دراز بکشند و از پشت گردن به آنها شلیک می‌شد.
حدود ۶۰۰ زندانی، نیمی مرد و نیمی زن، در اردوگاه لوبلین برای پاکسازی پس از کشتار در مایدانک انتخاب شدند. بقیه، حدود ۵۰۰۰ یا ۶۰۰۰ نفر، همراه با ۲۵۰۰ زندانی یهودی جنگی در لیپووا ۷، به سمت مایدانک راهپیمایی شدند. با وجود اینکه به شدت محافظت می‌شدند، زندانیان یهودی جنگی به نگهبانان خود حمله کرده و سعی در فرار داشتند و گزارش شده که فریاد می‌زدند "Niech żyje wolność!" (زنده باد آزادی!) تقریباً همه قبل از اینکه بتوانند فرار کنند، کشته شدند. اولین زندانیان از اردوگاه‌های دیگر حدود ساعت ۷:۳۰ به مایدانک رسیدند و در طول صبح به رسیدن ادامه دادند. در میان یهودیان مایدانک، برخی سعی کردند با خودکشی یا پنهان شدن در باراک‌ها از سرنوشت خود فرار کنند. روز بعد، بیست و سه یهودی کشف شدند و در کوره‌سوزی مایدانک اعدام شدند. 
بلندگوهایی که روز قبل نصب شده بودند، به محض شروع تیراندازی روشن شدند، اما صدای تیراندازی همچنان شنیده می‌شد. لهستانی‌های محلی از پشت بام‌های ساختمان‌های نزدیک اردوگاه تماشا می‌کردند، در حالی که یاکوب اشپورنبرگ از یک هواپیمای فیزلر استورچ نظاره‌گر بود. مشخص نیست که چه کسی عملیات را در حین انجام هدایت می‌کرد؛ ممکن است اسپورنبرگ یا هرمان هوفله بوده باشد. کشتار بدون وقفه تا حدود ساعت ۱۷:۰۰ ادامه داشت و تا آن زمان همه ۱۸۴۰۰ زندانی کشته شده بودند.

### تراونیکی

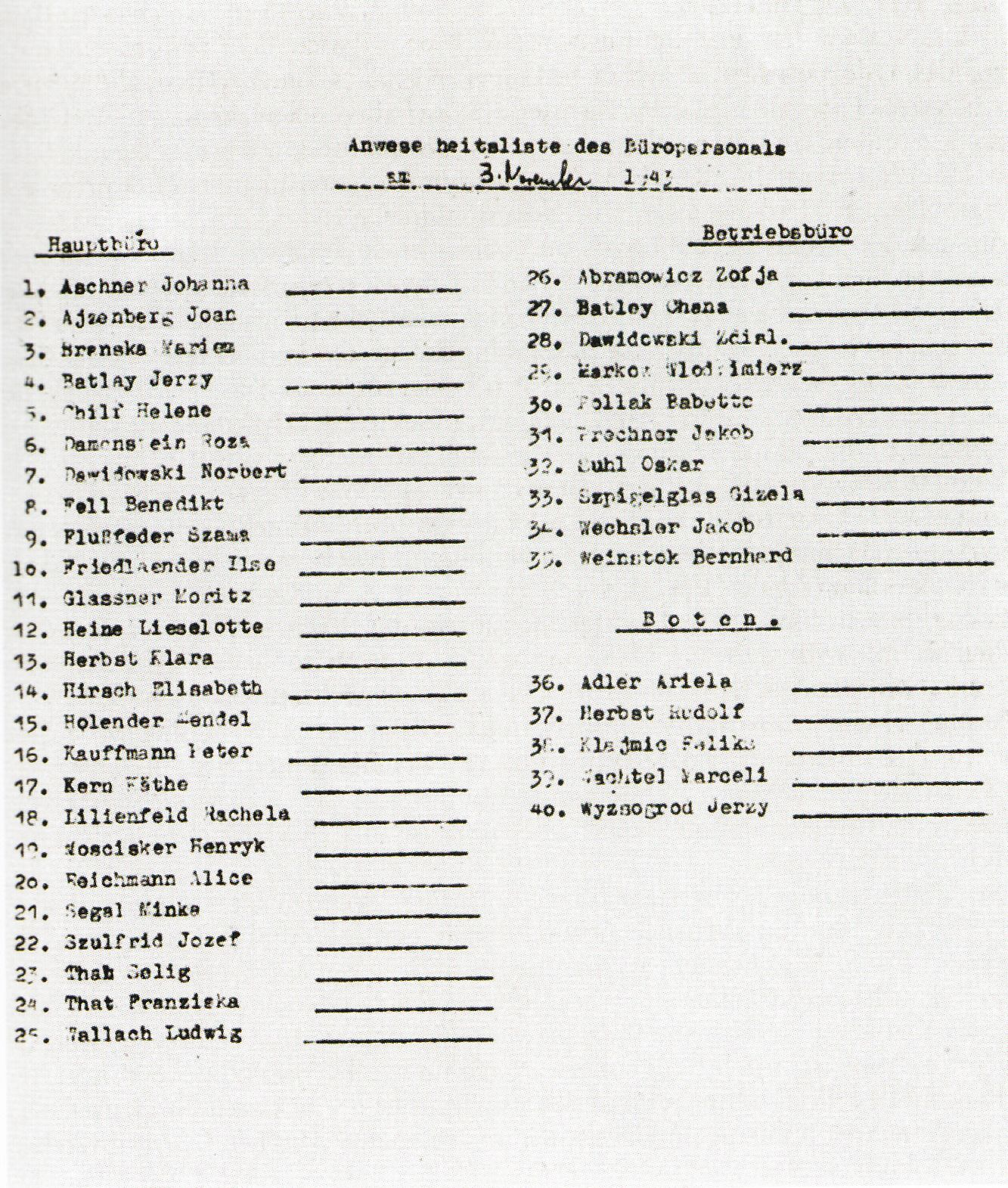
فهرست زندانیان یهودی که در دفتر اردوگاه تراونیکی کار می‌کردند. همه آنها در ۳ نوامبر به قتل رسیدند.

قبل از عملیات، ساکنان لهستانی که در مجاورت اردوگاه زندگی می‌کردند مجبور به جابجایی شدند و کسانی که کمی دورتر زندگی می‌کردند مجبور به ماندن در خانه‌های خود شدند. زندانیان یهودی که در سکونتگاه خارج از اردوگاه اصلی زندگی می‌کردند به اردوگاه بازگردانده شدند. در ساعت ۵:۰۰ صبح روز ۳ نوامبر، زندانیان برای فراخوان جمع شدند، گردآوری شدند و به اردوگاه آموزشی هیوی (مردان تراونیکی) هدایت شدند، جایی که بلندگوها در کنار خندق‌ها موسیقی پخش می‌کردند. قربانیان مجبور شدند لباس‌های خود را درآورده و در پشته‌ها قرار دهند، سپس به صورت دمر روی کسانی که قبلاً تیر خورده بودند دراز بکشند و جلاد با شلیک به پشت گردن آنها را می‌کشت.  
مردان قبل از زنان و کودکان تیر می‌خوردند. تیراندازی زمانی که زندانیان از دوروخوچا با قطار در ساعت ۷:۰۰ رسیدند، به خوبی در حال انجام بود. پس از پر شدن خندق‌ها، برخی یهودیان در یک گودال شنی در اردوگاه کار اعدام شدند. اعدام ۶۰۰۰ یهودی به طور مداوم تا ساعت ۱۵:۰۰ (یا ۱۷:۰۰) ادامه داشت و تنها تعداد کمی توانستند پنهان شوند و زنده بمانند.

### پونیاتووا
بسیاری از سربازان اس‌اس و پلیس که در مایدانک بودند پس از پایان کشتار به اردوگاه پونیاتووا، حدود ۵۰ کیلومتر فاصله، ادامه دادند. واحدهای شرکت‌کننده در کشتار در پونیاتووا شامل گردان پلیس ذخیره ۱۰۱، گردان ژاندارمری موتوری ۱، گردان پلیس ۴۱ و گردان پلیس ۶۷ بودند. قبل از کشتار، ۱۴۸۰۰ یهودی در اردوگاه بودند که بیشتر آنها از گتوی ورشو آمده بودند. در ۳ نوامبر، یهودیان پس از فراخوان به باراک‌های خود بازگردانده شدند. اردوگاه مهر و موم شد و خطوط تلفن قطع شدند تا زندانیان ندانند چه سرنوشتی در انتظار آنهاست. برخی فکر می‌کردند که قرار است انتخابی صورت گیرد و سعی کردند خود را سالم‌تر نشان دهند. آن شب، اردوگاه توسط ۱۰۰۰ تا ۱۵۰۰ سرباز آلمانی و اوکراینی محاصره شد که تا صبح سه حلقه امنیتی متحدالمرکز در اطراف اردوگاه تشکیل دادند.
صبح روز بعد (۴ نوامبر)، در ساعت ۴:۳۰، زندانیان برای فراخوان بیدار شدند. بیشتر آنها در سالن ۳ نگه داشته شدند، به جز ۲۰۰ زندانی که به اصرار فرمانده گوتلیب هرینگ به طور موقت برای پاکسازی پس از کشتار معاف شدند. آنها در آشپزخانه اردوگاه قفل شدند. پلیس‌ها باراک‌ها و کارخانه را برای یافتن هر کسی که پنهان شده بود جستجو کردند و سپس در دو طرف خیابان اصلی در اردوگاه نگهبانی دادند. زندانیان مجبور شدند برهنه شوند، تمام اشیای قیمتی خود را تحویل دهند و در گروه‌های ۵۰ نفری، از مردان شروع کنند، در طول خیابان اصلی راه بروند.
در حالی که موسیقی بلند پخش می‌شد، زندانیان به سمت دو خندق در ورودی اردوگاه رانده شدند، که ۹۵ متر طول، ۲ متر عرض و ۱.۵ متر عمق داشتند. یک سرباز در ابتدای خندق با شلاق ایستاده بود تا یهودیان را تشویق کند فوراً روی اجساد کسانی که قبلاً تیر خورده بودند دراز بکشند. دو تیرانداز در هر یک از دو طرف طولانی خندق ایستاده بودند و به نوبت به قربانیان شلیک می‌کردند، هر کدام مجهز به یک بطری شنپس و یک دستیار برای بارگذاری مجدد سلاح‌هایشان. به گفته یک شاهد، بسیاری از قربانیان کشته نشدند و در حالی که اجساد بیشتری روی آنها انباشته می‌شد، زخمی در خندق دراز کشیده بودند و به اس‌اس نفرین می‌کردند.
حدود ساعت ۱۴:۰۰، اعدام‌ها برای استراحت ناهار متوقف شد و جلادان مست تعویض شدند. خندق‌ها خیلی کم عمق بودند و اجساد خونین از لبه‌ها بیرون می‌ریختند. برخی از زندانیان در پونیاتووا یک گروه مقاومت تشکیل داده و چند سلاح به دست آورده بودند. در ساعت ۱۸:۰۰، گروهی متشکل از حدود ۱۰۰ یهودی برخی از باراک‌های پر از لباس را به آتش کشیدند و سپس در باراک دیگری سنگر گرفتند. آلمانی‌ها این باراک را به آتش کشیدند و همه اعضای مقاومت را کشتند. آتش‌نشانان لهستانی برای خاموش کردن آتش‌ها آورده شدند و مشاهده کردند که آلمانی‌ها یهودیان زخمی را به شعله‌ها می‌اندازند. اعدام‌ها حدود ساعت ۱۷:۰۰ به پایان رسید. پس از آن، سربازان آلمانی خندق‌ها را بررسی کرده و بازماندگان را اعدام کردند. اجساد با آهک پاشیده و با شاخه‌های صنوبر پوشانده شدند.
سه زن زنده ماندند، آن شب از گور دسته‌جمعی بیرون آمدند و با کمک «ژگوتا» (شورای لهستان برای کمک به یهودیان) از جنگ جان سالم به در بردند. در مجموع، ۱۴۵۰۰ نفر در عرض چند ساعت کشته شدند.

## پوشش
حذف تمام آثار کشتار اولویت رهبری نازی‌ها بود به دلیل پیروزی‌های نظامی شوروی در جبهه شرقی. پس از شکست آلمان در استالینگراد، نیروهای شوروی تا پایان سال ۱۹۴۳ بیشتر اوکراین، روسیه و بلاروس شرقی را بازپس گرفتند. در مایدانک، پاکسازی دو ماه طول کشید و تحت نظارت اریش موهسفلدت، که قبلاً جلاد در آشویتس بود، انجام شد. ۶۰۰ مرد و زن از اردوگاه فرودگاه مجبور به مرتب‌سازی لباس‌های یهودیان کشته شده در مایدانک شدند. سپس، زنان به آشویتس تبعید و در اتاق‌های گاز کشته شدند. مردان مجبور به سوزاندن اجساد شدند و یا کشته شدند یا به زوندرکوماندو ۱۰۰۵ پیوستند. شاهدان به یاد می‌آورند که برای ماه‌ها بوی گوشت سوخته در اطراف منطقه پخش بود. خندق‌ها با خاک پر و هموار شدند.
یهودیان در اردوگاه کار اجباری میلجوو در ۵ نوامبر به تراونیکی فرستاده شدند تا کشتار را پاکسازی کنند. شش زن مجبور به کار در آشپزخانه شدند در حالی که مردان دستور داشتند دندان‌های طلایی و اشیای قیمتی پنهان شده را از اجساد استخراج کنند. پس از هشت روز، مردان اعدام شدند، به جز یحزکل هرینگ که خود را به شکل زن درآورد و با آنها پنهان شد. زنان در اردوگاه باقی ماندند و تا ماه مه ۱۹۴۴ وسایل یهودیان کشته شده را مرتب می‌کردند، زمانی که به مایدانک و سپس به آشویتس و دیگر اردوگاه‌های کار اجباری تبعید شدند.
حدود ۵۰ یهودی از تیراندازی‌ها در پونیاتووا پنهان شدند و ۱۵۰ نفر پس از تیراندازی زنده ماندند تا اجساد را پاکسازی و سوزانده کنند. با امتناع از انجام این کار، آنها در ۶ نوامبر تیراندازی شدند. بنابراین، اوکراینی‌ها دستور به انجام این کار گرفتند، اما آنها بسیار بی‌میل بودند و به شدت نوشیدنی مصرف کردند. بسیاری فرار کردند و پس از یک هفته، اوکراینی‌های باقی‌مانده از انجام کار بیشتر امتناع کردند.
اجساد توسط تیم‌های اسب از خندق‌ها کشیده شده و بر روی شبکه‌هایی با چوب و بنزین سوزانده شدند. شش یا هشت یهودی یک شب فرار کردند، اما بسیاری از آنها بعداً دستگیر و اعدام شدند. در طول این فرآیند، اجساد در حال تجزیه بوی بسیار بدی داشتند و گزارش شده که باعث تهوع مردان سخت‌گیر اس‌اس شدند. پس از آن، زندانیان یهودی توسط مردان گردان پلیس ۱۰۱ در پولاوی اعدام شدند.